# 700-та піхотна дивізія (Третій Рейх)
700-та (російська) піхотна дивізія (Третій Рейх) (нім. 700. (Russische) Infanterie-Division), також 3-тя піхотна дивізія Російської визвольної армії (рос. 3-я пехотная дивизия РОА) — піхотна дивізія Вермахту зі складу військ Комітету визволення народів Росії, що входила до німецьких сухопутних військ на завершальному етапі Другої світової війни. Фактично участі в бойових діях не брала.

## Історія
700-та (російська) піхотна дивізія розпочала формування у лютому 1945 року на навчальному центрі Мюнзінген (нім. Truppenübungsplatz Münsingen) у 5-му військовому окрузі. З початку формування дивізію очолив генерал-майор М. М. Шаповалов. Начальником штабу був призначений полковник І. А. Богданов. Підрозділ формувався з полонених червоноармійців та східних підневільних робітників. До кінця війни дивізія налічувати близько 10 тисяч. солдатів. Але вони фактично не були озброєні. Генерал М. М. Шаповалов намагався забезпечити дивізію зброєю, але це спроби закінчилися невдачею.
9 травня 1945 року дезорганізована дивізія капітулювала в районі чеського міста Чеський Крумлов.

## Райони бойових дій
- Німеччина (лютий — травень 1945)

## Командування

### Командири
- генерал-майор Шаповалов М. М. (лютий — 9 травня 1945).